# Batalha de Kharkiv (2022)
A Batalha de Kharkiv ou Carcóvia foi um confronto militar decorrente da invasão da Ucrânia pela Rússia em 2022. Ocorreu nos arredores de Kharkiv, segunda maior cidade da Ucrânia localizada perto da fronteira com a Rússia.
Em 13 de maio, as tropas ucranianas conseguiram deter as forças russas que tentavam cercar a cidade e os empurraram de volta para a fronteira. No dia seguinte, o Institute for the Study of War reportou que “a Ucrânia, portanto, parece ter vencido a batalha de Kharkiv”.

## Batalha

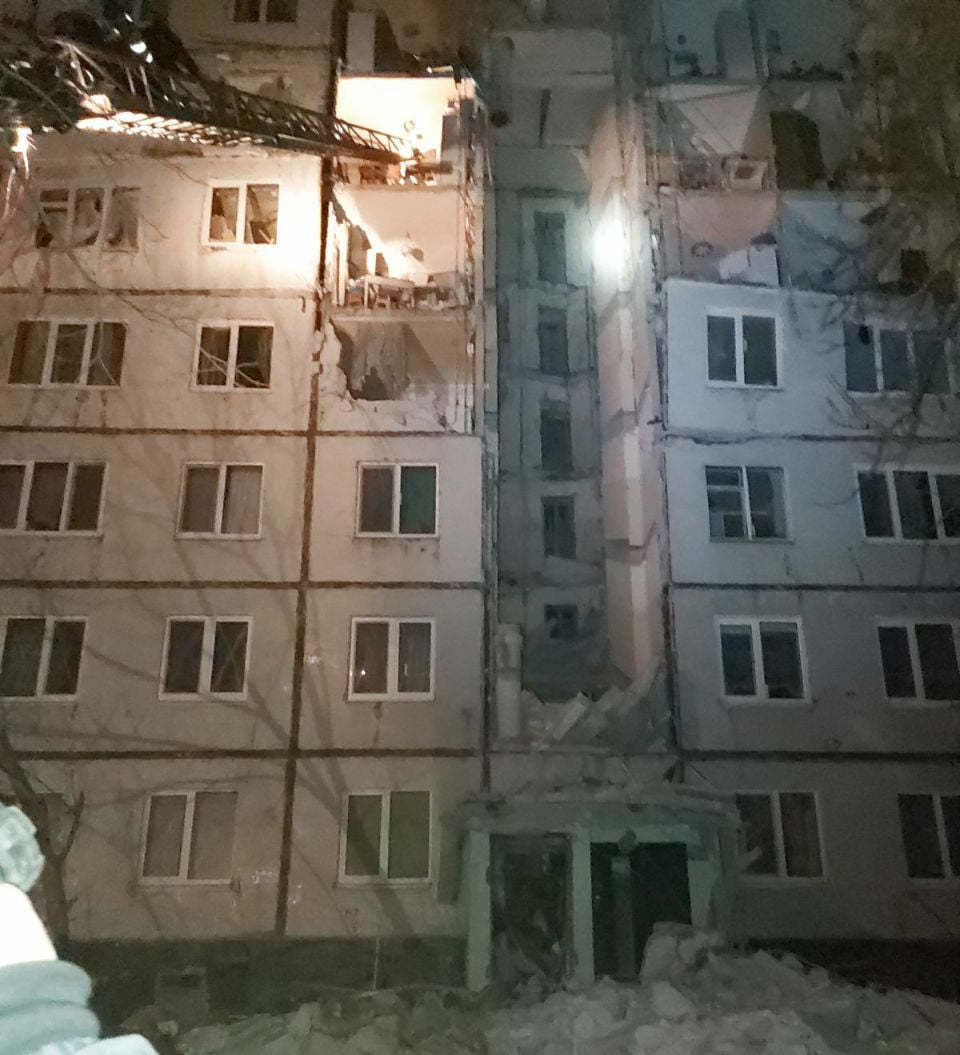
Bloco de apartamentos em Kharkiv danificado durante a invasão russa.

Em 24 de fevereiro, forças russas cruzaram a fronteira e começaram um avanço contra a cidade de Kharkiv, encontrando dura resistência ucraniana. Os russos atiraram em barragem contra a cidade, matando um garoto.
No dia seguinte, intenso conflito eclodiu nos subúrbios do norte da cidade, perto da vila de Tsyrkuny. As forças de defesa foram capazes de deter o avanço russo.
Dia 26 de fevereiro, o governador do Oblast de Kharkiv, Oleh Synyehubov, disse que toda a capital estava sob controle ucraniano. Oficiais americanos declararam que os mais intensos conflitos da guerra estavam ocorrendo em Kharkiv.
Na madrugada de 27 de fevereiro, forças russas destruíram um gasoduto em Kharkiv. Na manhã, forças de invasão adentraram a cidade, com o governador do oblast declarando que pesada luta ocorria na capital e um assessor do Ministério de Relações Interiores falando que ela acontecia no centro da cidade. Fontes ucranianas negaram que 471 soldados de defesa haviam capitulado, como alegara o Ministério da Defesa da Rússia, e oficiais ucranianos depois afirmaram que metade dos veículos russos que haviam adentrado a cidade foram destruídos.
Na tarde do mesmo dia, o governador Oleh Synyehubov afirmou que as forças ucranianas haviam reganhado o total controle da capital do oblast. Ele acrescentou que dezenas de soldados da Rússia tinham se rendido e que, além de não terem combustível, não conseguiam entender o que deveriam fazer.
Em 28 de fevereiro, Anton Herashchenko, assessor oficial do Ministério das Relações Interiores da Ucrânia, declarou que ataques de foguetes russos na cidade tinham matado vários civis. Ihor Terekhov, prefeito de Kharkiv, depois anunciou que nove civis foram mortos e 37 machucados. Um deles era um estudante de 25 anos da Argélia que foi morto por um sniper russo. A posteriori, Terekhov declarou que as forças de invasão estavam começando a destruir subestações da cidade, com algumas áreas ficando sem fornecimento de energia e água.
Na manhã do dia seguinte, um ataque de mísseis russo atingiu a Praça da Liberdade e a frente da sede do Conselho do Oblast de Kharkiv, parlamento do oblast, ambas estruturas localizadas no centro da cidade. Um auditório e uma casa de teatro também foram danificados. Anton Herashchenko declarou que pelos menos dez civis foram mortos e 35 feridos. Mais tarde, foi reportado que um estudante indiano de 21 anos perdeu a vida em decorrência do ataque.
Em março, os russos passaram a intensificar seus bombardeios, por terra e por ar, contra Kharkiv, destruindo a infraestrutura local e matando centenas de civis.
Em 28 de março, o prefeito de Kharkiv, Ihor Terekhov, afirmou que 30% da população pré-guerra da cidade já havia evacuado. O governador militar da região, Oleh Synyehubov, informou que os russos voltaram a atingir os bairros da cidade com munições de fragmentação. Ele também alegou que em várias direções os combatentes ucranianos haviam contra-atacado e que haviam limpado os inimigos das regiões de Mala Rohan e Vilkhivka.
Em abril, os russos se mantiveram seus bombardeios contra Kharkiv, embora o foco de suas operações terrestres passou para a região de Donbas. Mas, com a Rússia agora se focando no leste, os ucranianos passaram para a ofensiva, recuperando, até meados de abril, as cidades de Bazaliyivka, Lebyazhe e Kutuzivka, destruíndo dezenas de veículos blindados inimigos e matando centenas de soldados. Mesmo assim, em 27 de abril, Kharkiv permanecia parcialmente sob cerco. Dois dias depois, o governador Synyehubov afirmou que, desde que o conflito começou, mais de 2 000 prédios na cidade já haviam sido destruídos ou danificados seriamente. Em 29 de abril, a vila de Ruska Lozova foi retomada pela Ucrânia.
Em 2 de maio, a Ucrânia retomou a importante cidade de Staryi Saltiv, há cerca de 40 km a leste de Kharkiv. Em 6 de maio, o Institute for the Study of War (ISW) descreveu as contra-ofensivas ucranianas como feita em um "longo arco" ao redor de Kharkiv, afirmando que eles estavam recapturando diversas vilas, incluindo Tsyrkuny, Peremoha e Cherkaski Tyshky. O ISW também informou que a Ucrânia "podia empurrar com sucesso as forças russas para fora do alcance da artilharia de Kharkiv nos próximos dias". Pouco depois, os russos começaram a se retirar de forma efetiva, se afastando de Kharkiv e tirando-a fora do alcance da artilharia russa. Citando uma autoridade ucraniana, uma reportagem do The New York Times disse que a batalha por Kharkiv não havia terminado naquela altura, mas que a Ucrânia estava dominando o campo de batalha e que as tropas russas estavam destruindo pontes enquanto recuavam para atrasa-los.
Em 14 de maio, o instituto ISW reportou que a "Ucrânia parece ter vencido a batalha por Kharkiv". Já o prefeito de Kharkiv disse para a BBC que "não há mais bombardeios contra a cidade faz cinco dias. Houve apenas uma tentativa pelos russos para atingir a cidade com um míssil perto do aeroporto de Kharkiv, mas o míssil foi eliminado pela Defesa Aérea Ucraniana".

## Galeria

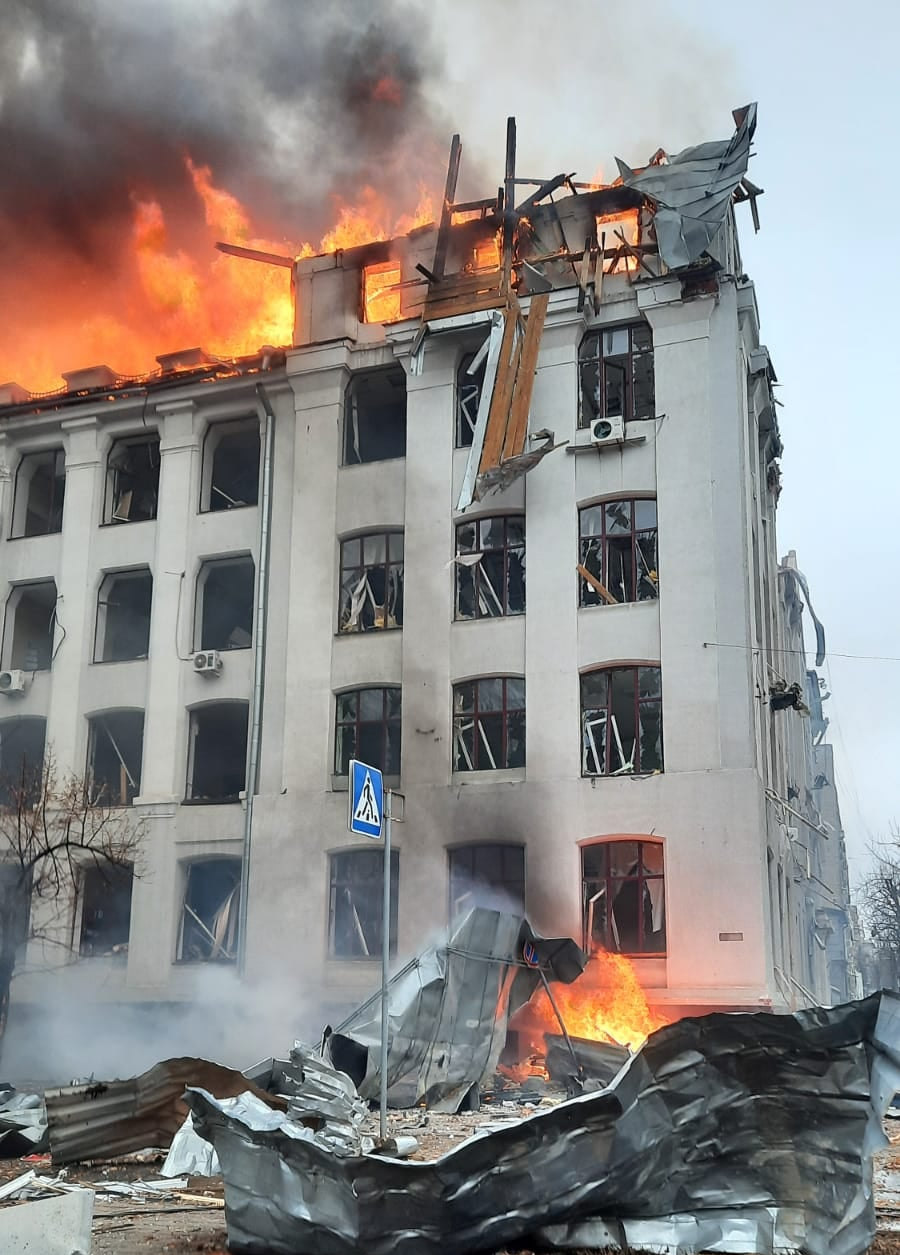
Um apartamento destruído após um bombardeio russo
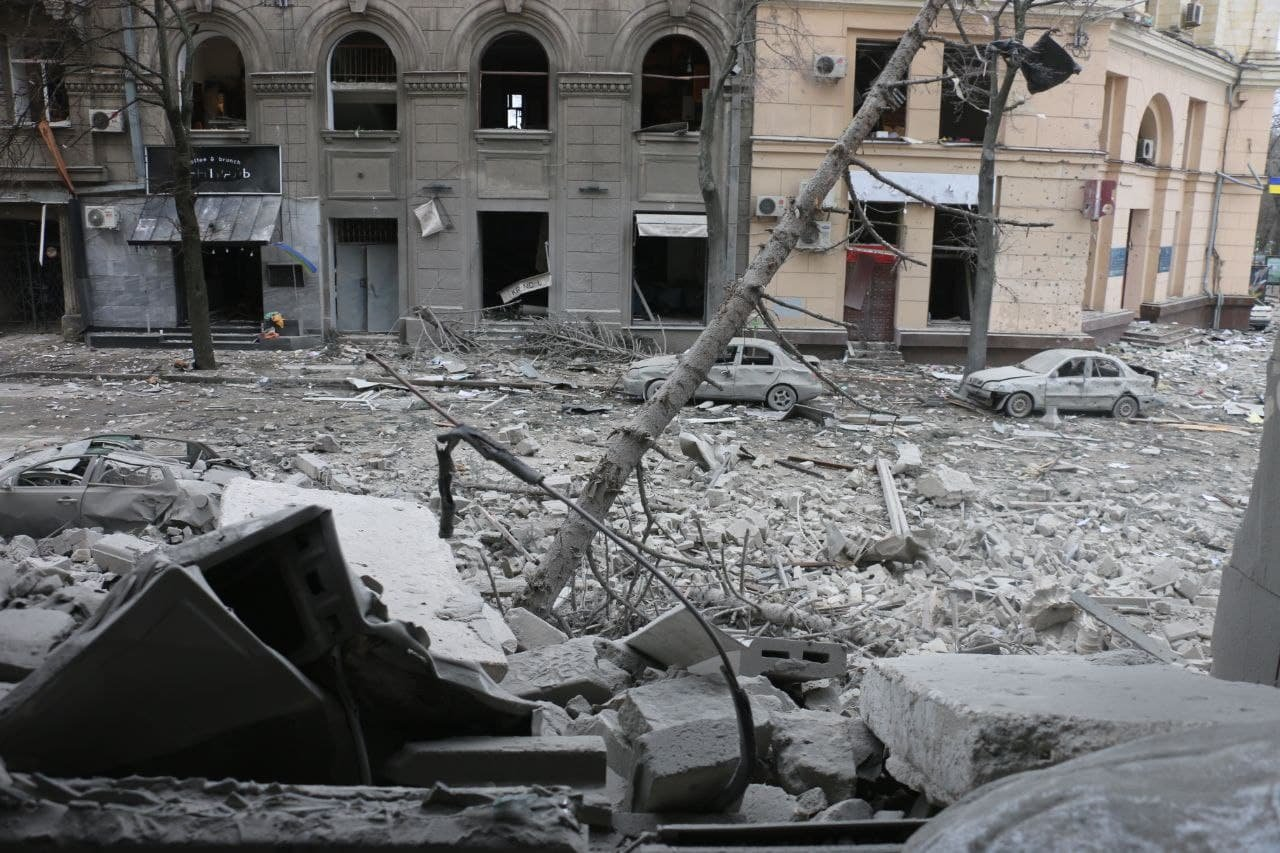
Rua no centro da cidade após o ataque de 1 de março
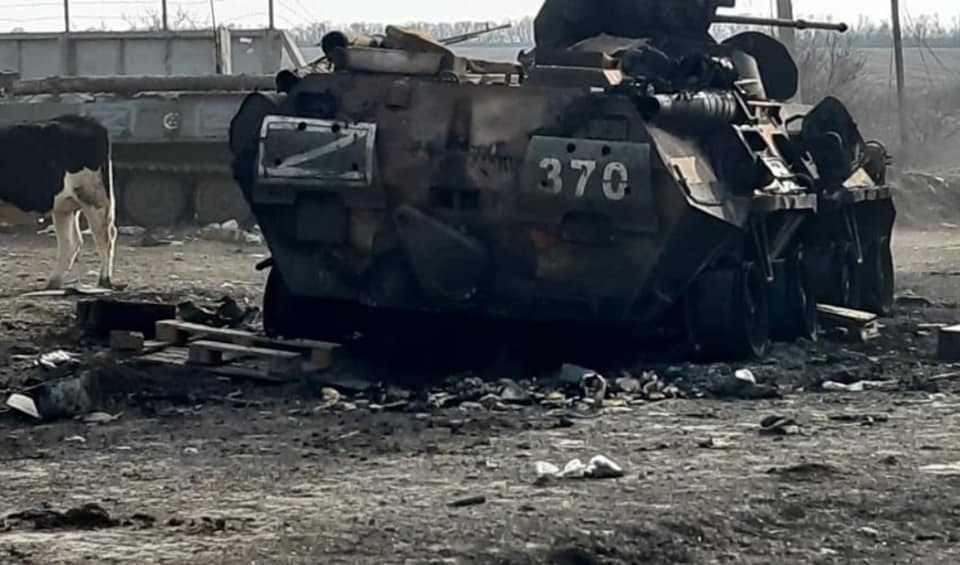
Um blindado russo destruído nas cercanias de Kharkiv